# A. J. Pero
A.J Pero est un batteur de Heavy metal américain, né le 14 octobre 1959 et mort le 20 mars 2015.

## Biographie
Il est connu pour être le batteur du groupe Twisted Sister qu'il a rejoint en 1981. Il jouera sur les albums du groupe jusqu'en 1986, date à laquelle il quitte le groupe pour rejoindre une formation nommée Cities. Il participe à la reformation de Twisted Sister en 1997 et continue à se produire jusqu'à sa mort. 
Entre 1997 et 2002 il accompagne Dee Snider à l'époque de la sortie du premier album solo du chanteur, puis de 2013 jusqu'à son décès il reprend le poste que son ami Mike Portnoy occupait dans Adrenaline Mob.  
Entre 2014 et 2015 il joue aussi avec The Foundry, un groupe fondé par l'ancien chanteur d'Iron Maiden Blaze Bayley et le bassiste de Disturbed John Moyer. 
Le 20 mars 2015, il meurt d'une crise cardiaque dans le bus de son groupe,
En 2016, les Twisted Sister lui dédieront leur concert au Hard Rock Hotel de Las Vegas, ainsi que l’album live qui en sera issu, Metal Meldown Live.

## Discographie

### avec Twisted Sister
- 1982 : Under the Blade
- 1983 : You Can't Stop Rock 'n' Roll
- 1984 : Stay Hungry
- 1985 : Come Out and Play
- 2004 : Still Hungry
- 2006 : A Twisted Christmas

### avec Cities
- 1986 : Annihilation Absolute

### avec Dee Snider
- 2000 : Never Let the Bastards Wear You Down

### avec Adrenaline Mob
- 2014 : Men of Honor
- 2015 : Dearly Departed (EP)